# Voroncovský palác
Voroncovský palác, původně Voroncovův palác či zámek  (ukrajinsky  , rusky Воронцовский дворец) je letní šlechtické sídlo, vybudované v jižním cípu poloostrova Krym, na úpatí Krymských hor, pod masivem Ai-Petri, v katastru města Alupka.

## Historie

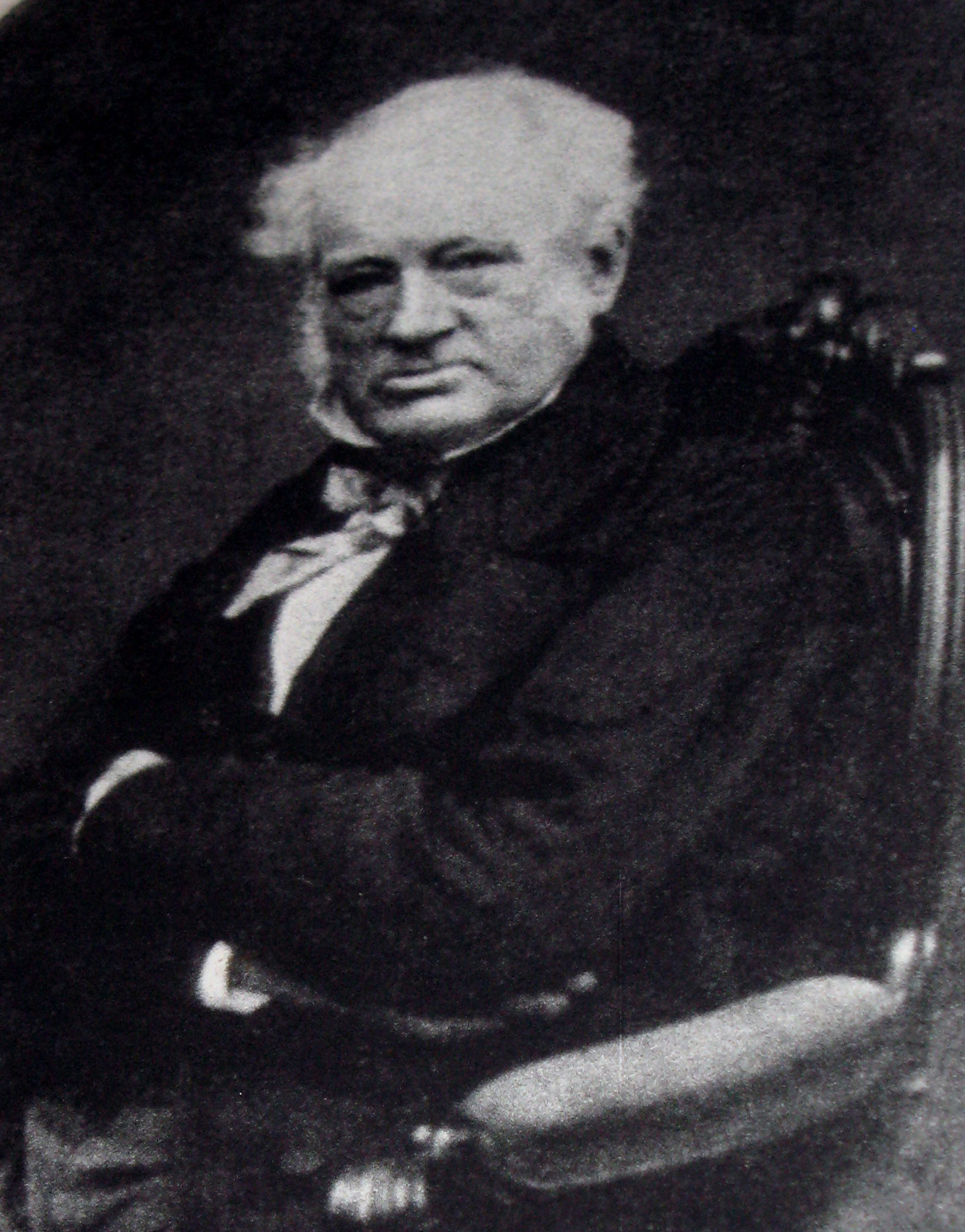
Michail Semjonovič Voroncov (foto 1869)

Rozsáhlý trojkřídlý zámek ve stylu romantismu byl vystavěn v letech 1828–1846 na plošině nad ruinou osmanského opevnění. Stavbu navrhl anglický architekt Edward Blore pro  knížete Michaila Semjonoviče Voroncova.  V období socialistického Sovětského svazu se nazýval Alupský palác, aby se potlačila vzpomínka na šlechtickou rodinu hrabat Voroncovových. 
Palác patří k nejstarším a nejrozlehlejším sídlům na Krymu a nejatraktivnějším turistickým cílům na jeho jižním pobřeží..

## Architektura
Stavba je romantickým spojením různých architektonických slohů a stylů. Základem byl půdorys a rozvržení hmot stavby podle anglického vzoru zámku z období tudorovské gotiky. Další stavební a výzdobné prvky jsou převzaty z renesance (okna hlavního dvora). Jižní fasáda je přístupná osově řešeným schodištěm s mramorovými sochami lvů, kteří jsou kopiemi florentských soch z paláce Medicejských. Její portikus s edikulou mezi dvěma věžemi a mozaikovou výzdobou byl převzat ze španělského maurského paláce Alhambra. Západní křídlo zámku s válcovou věží bylo přistavěno pro knížete Šuvalova. Celý objekt stojí v prudkém svahu na skále. Má kamenné základy, cihelné zdivo a moderní vnější konstrukce ocelových teras na litinových sloupech. 
Vnitřní zařízení se dochovalo jen z malé části, pro návštěvnické účely bylo většinou rekonstruováno.

## Park
Palác je obklopen Voroncovovým Alupkinským parkem o rozloze 40 hektarů, s několika dvory, gloriety, kašnami a původně také skleníky. 

## Další stavby
Voroncov dal dále postavit antikizující chrám (nedochovaný) a mešitu.

## Galerie

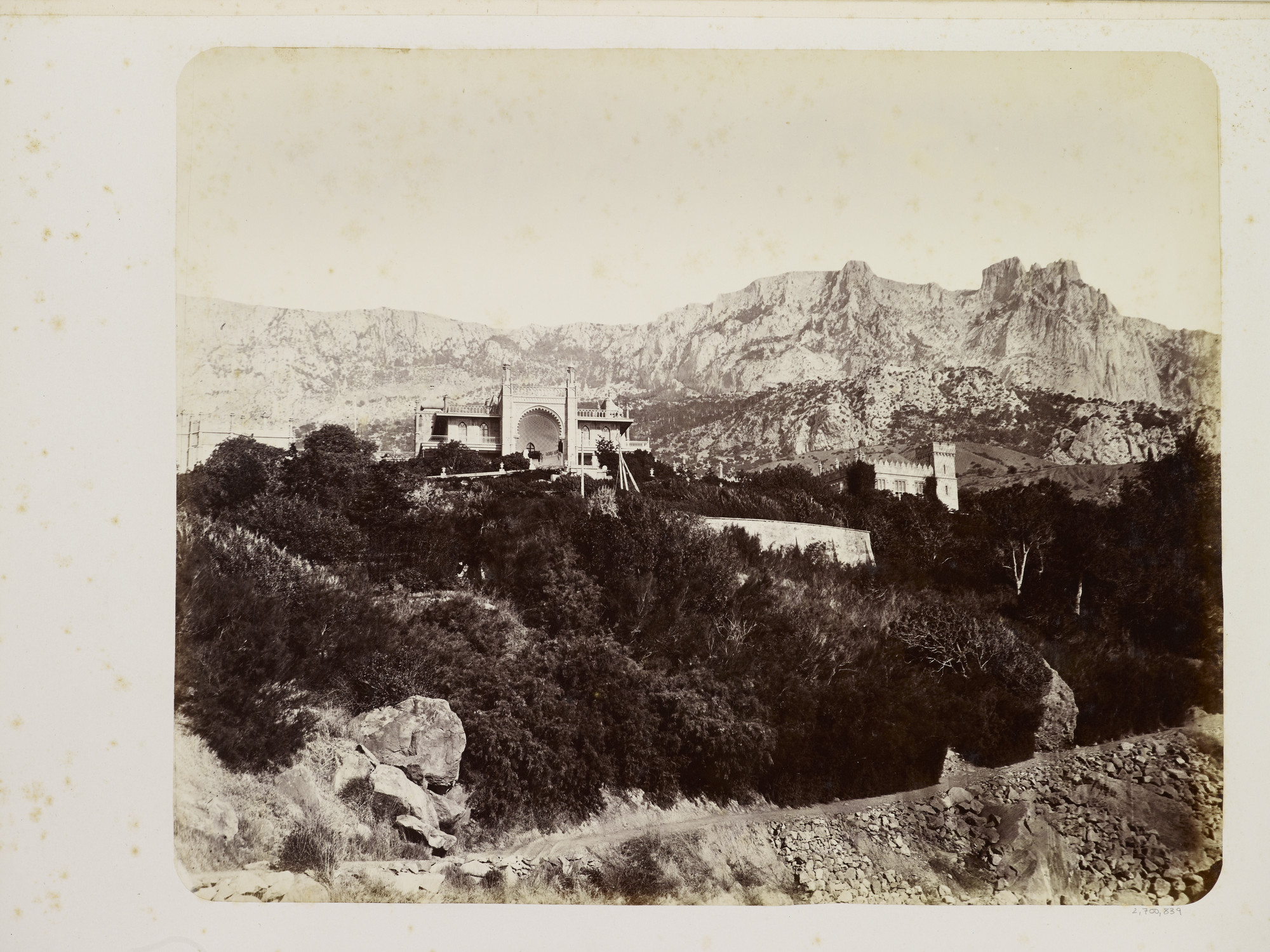
Stav po Krymské válce, osmanského opevnění (foto 1869)
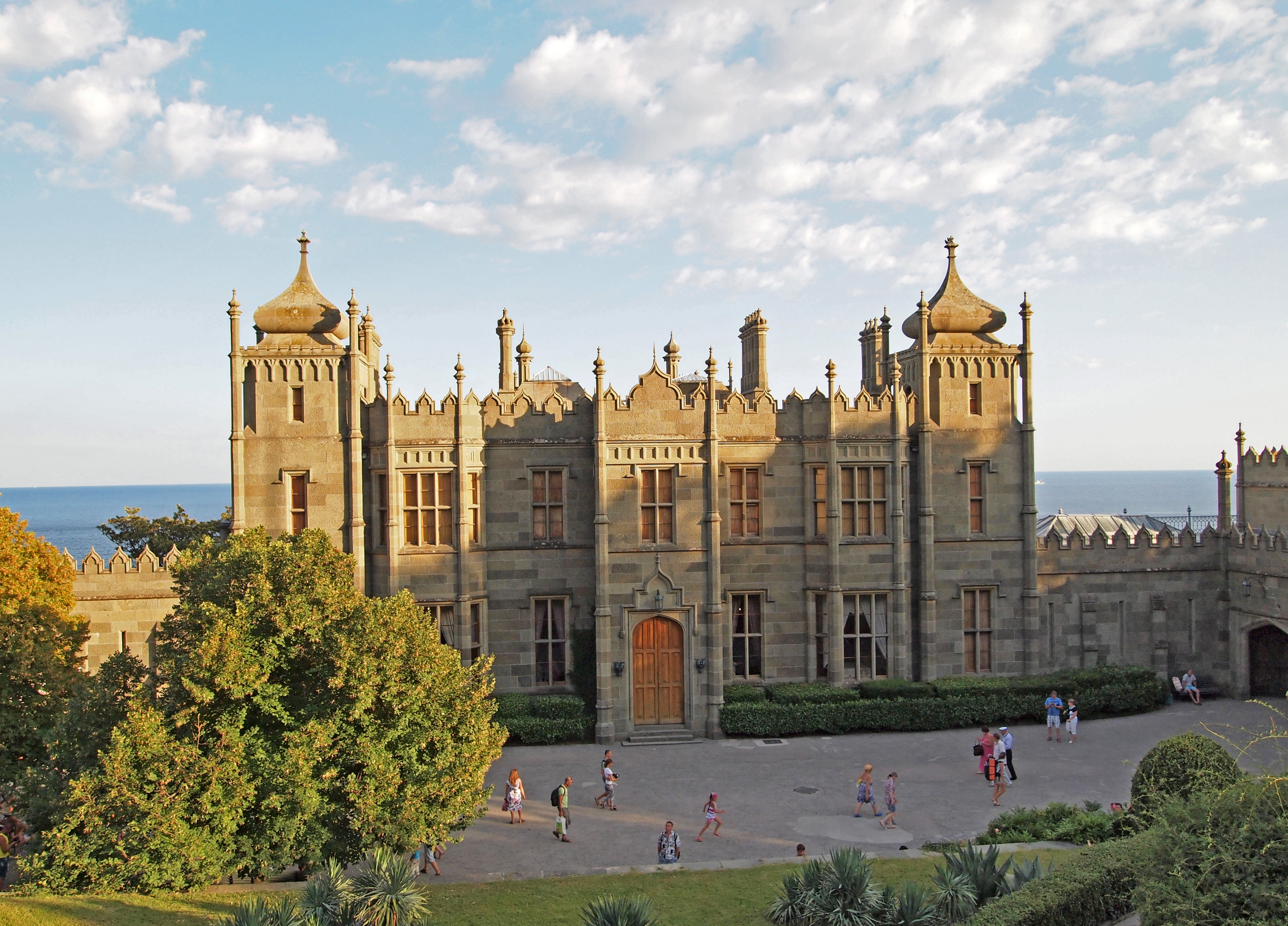
Hlavní (severní) nádvoří
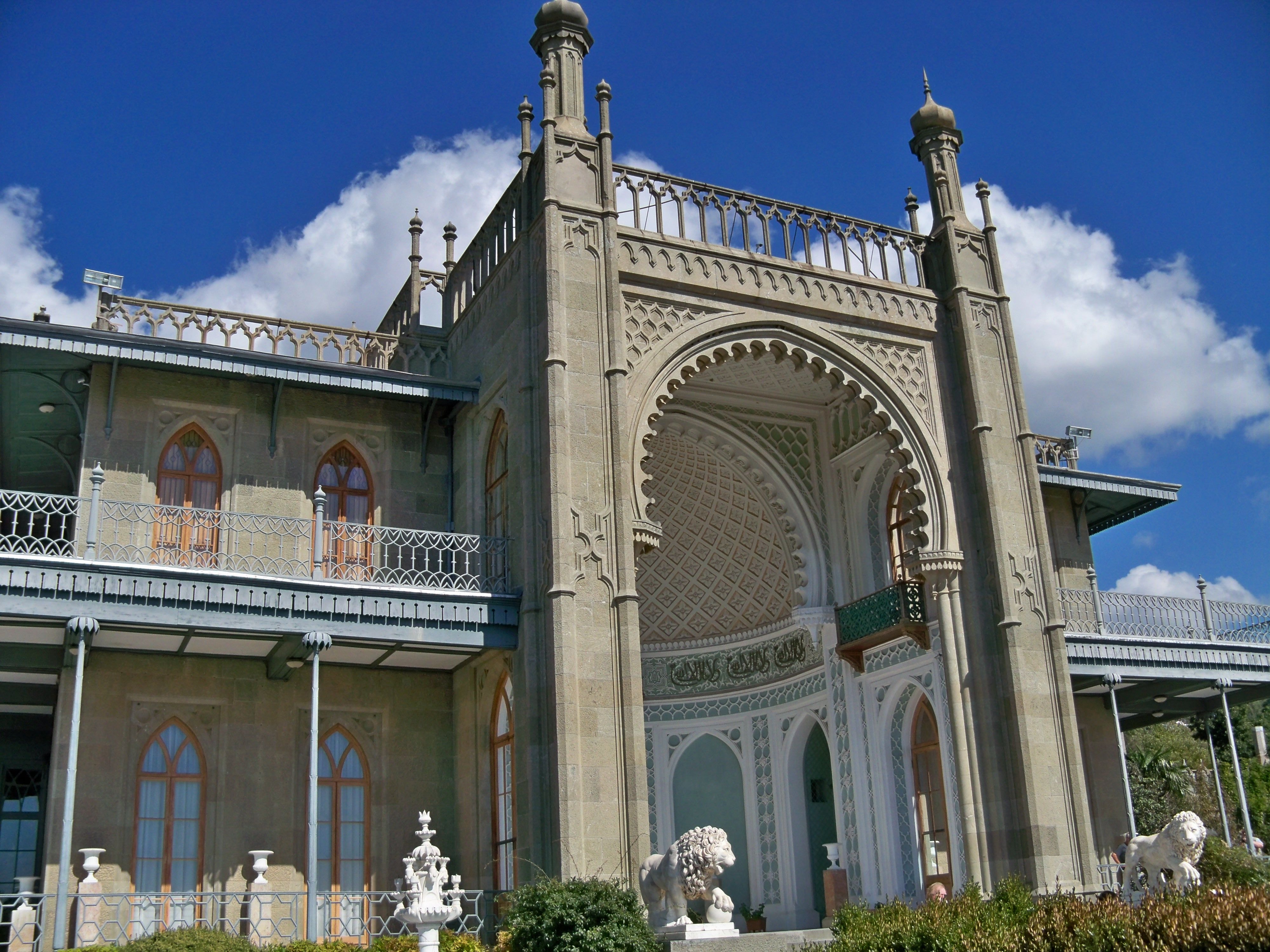
Vstup do jižního křídla
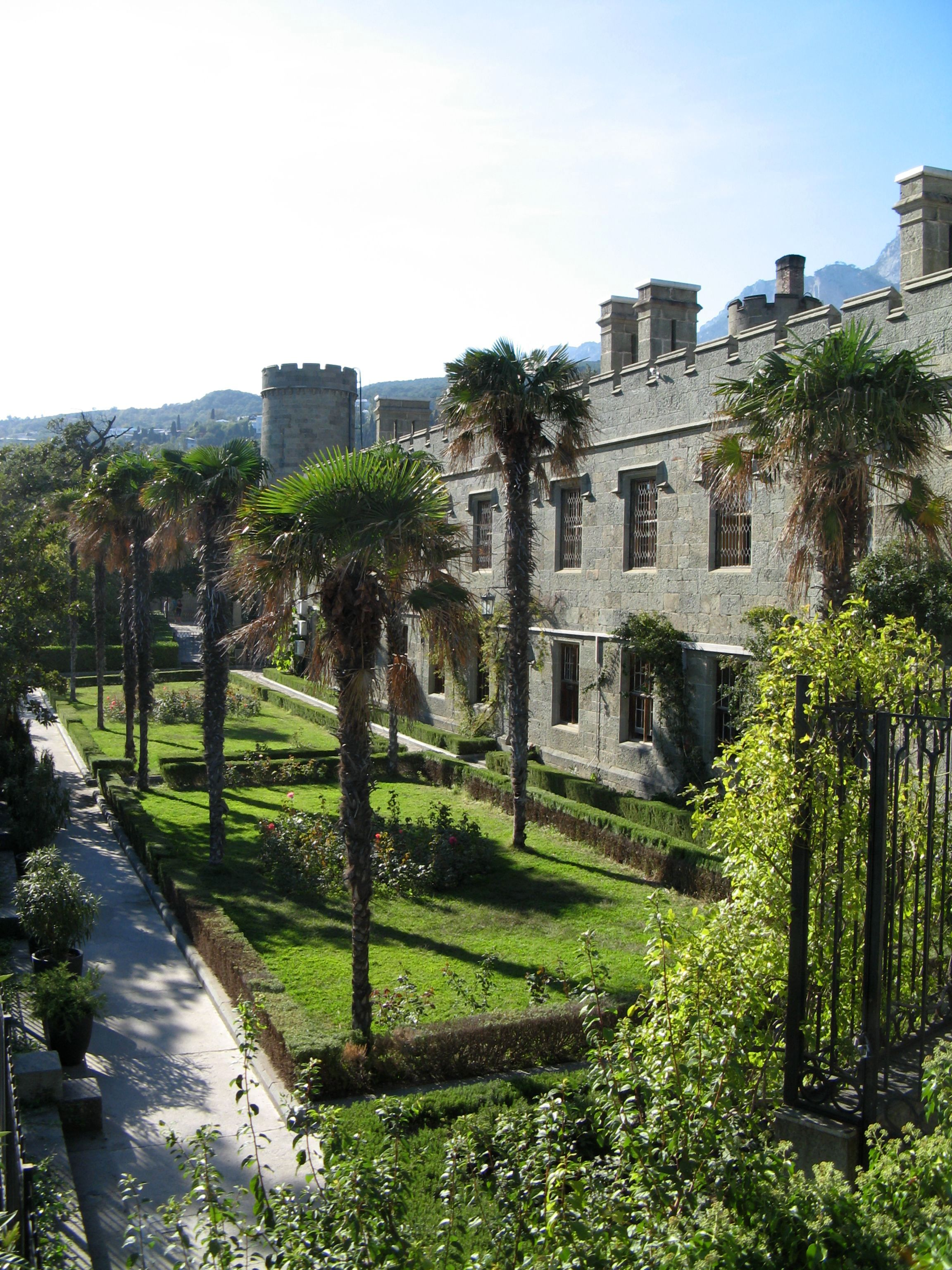
Šuvalovovo křídlo
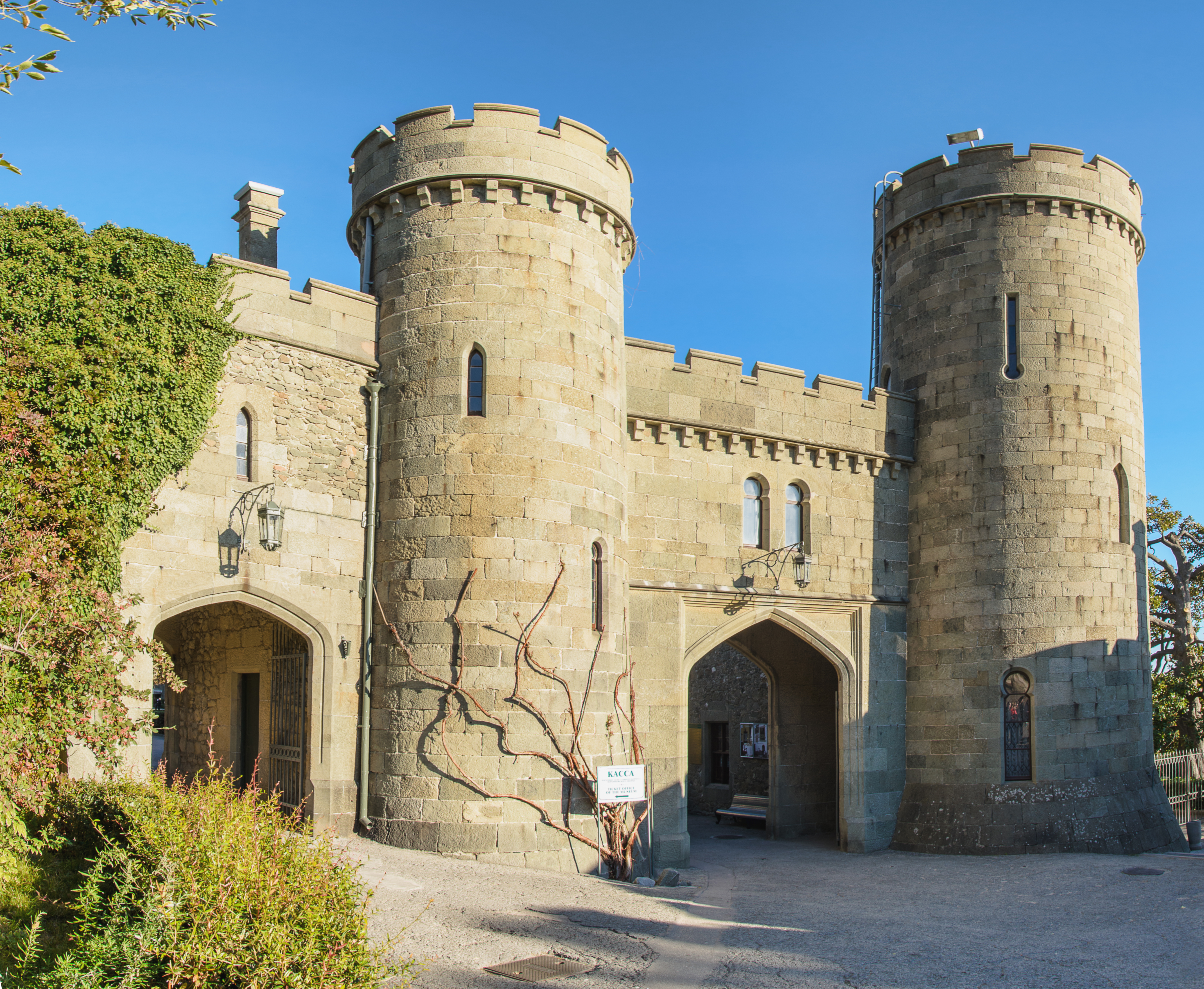
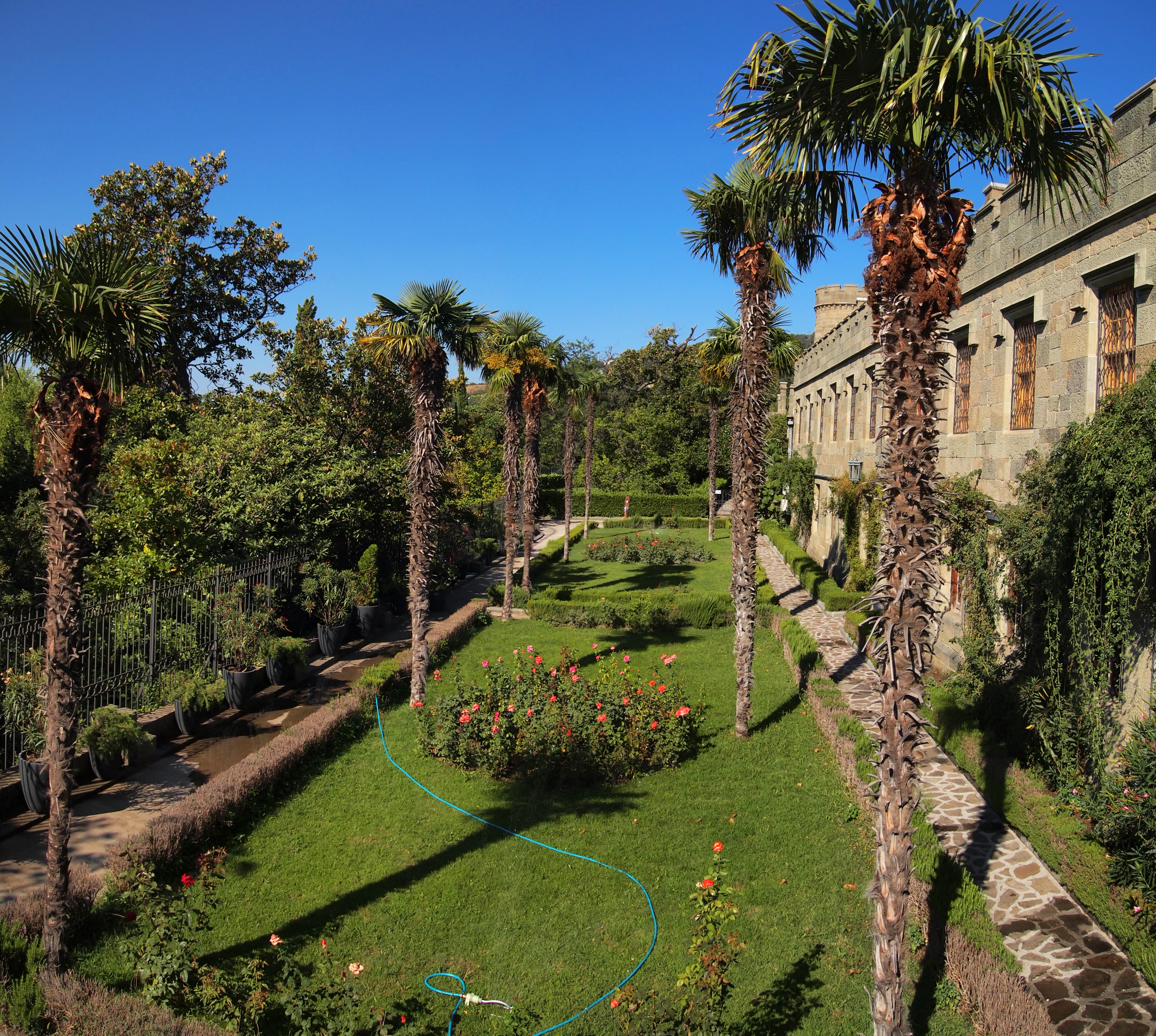
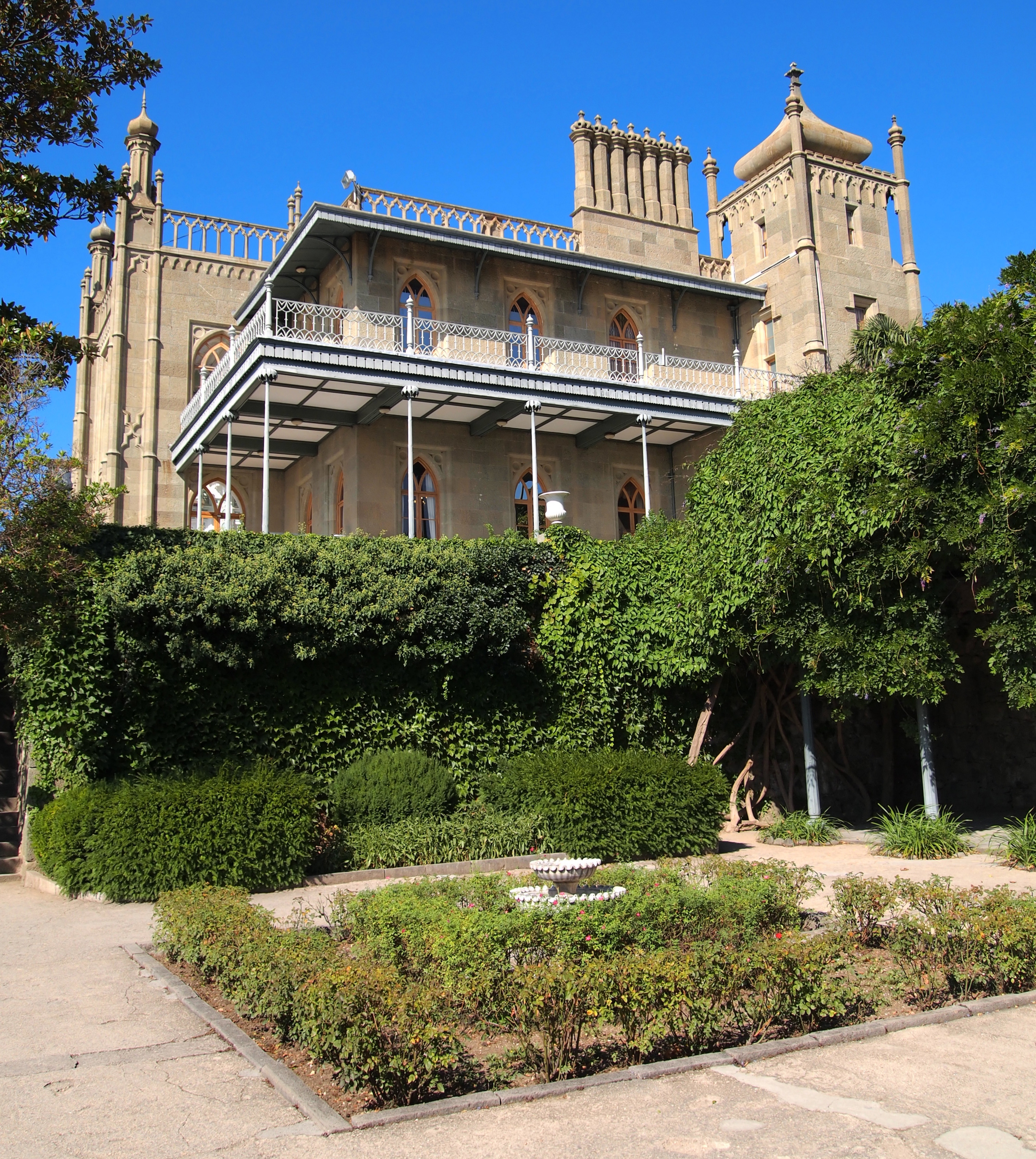
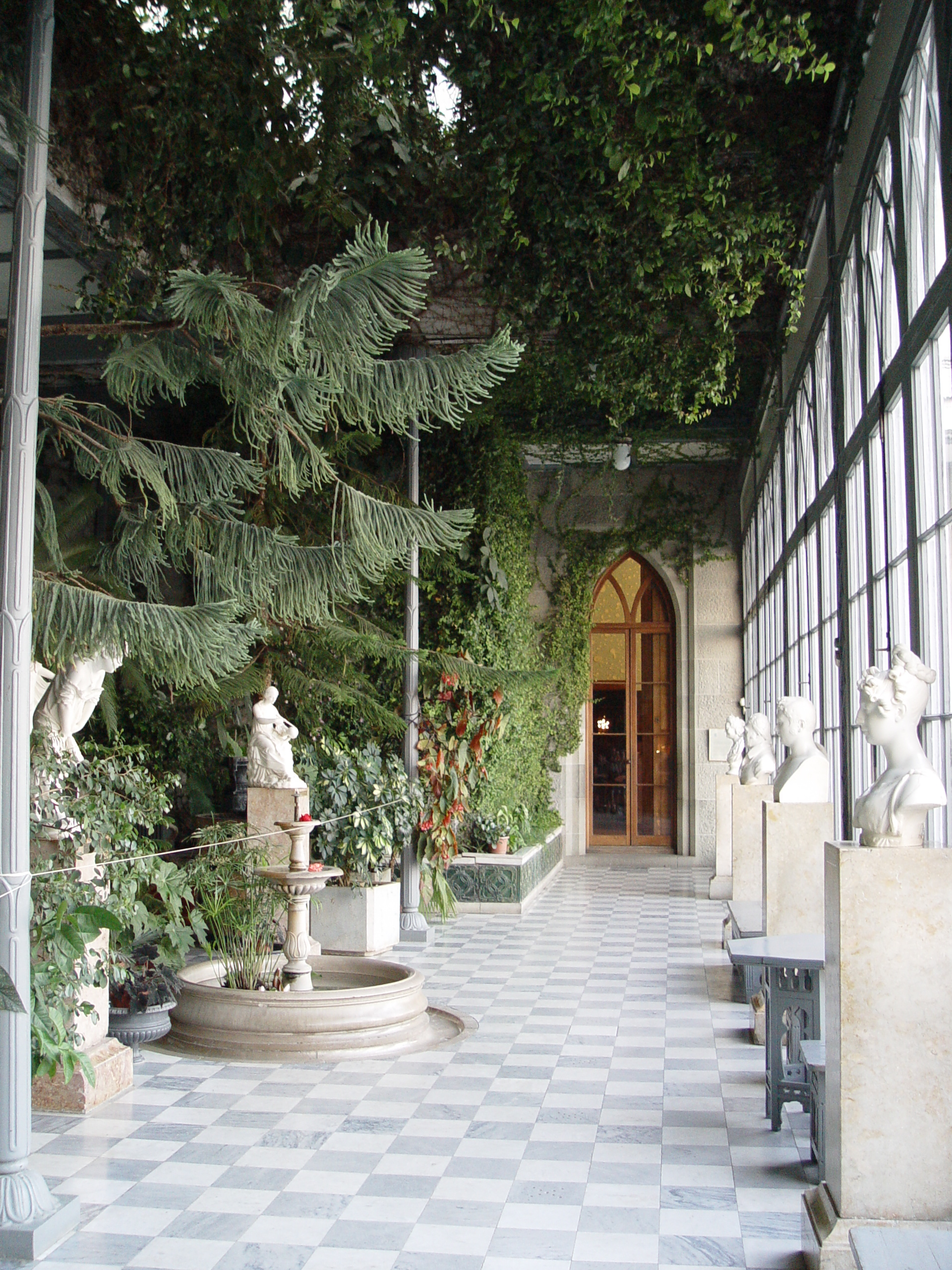
Zimní zahrada
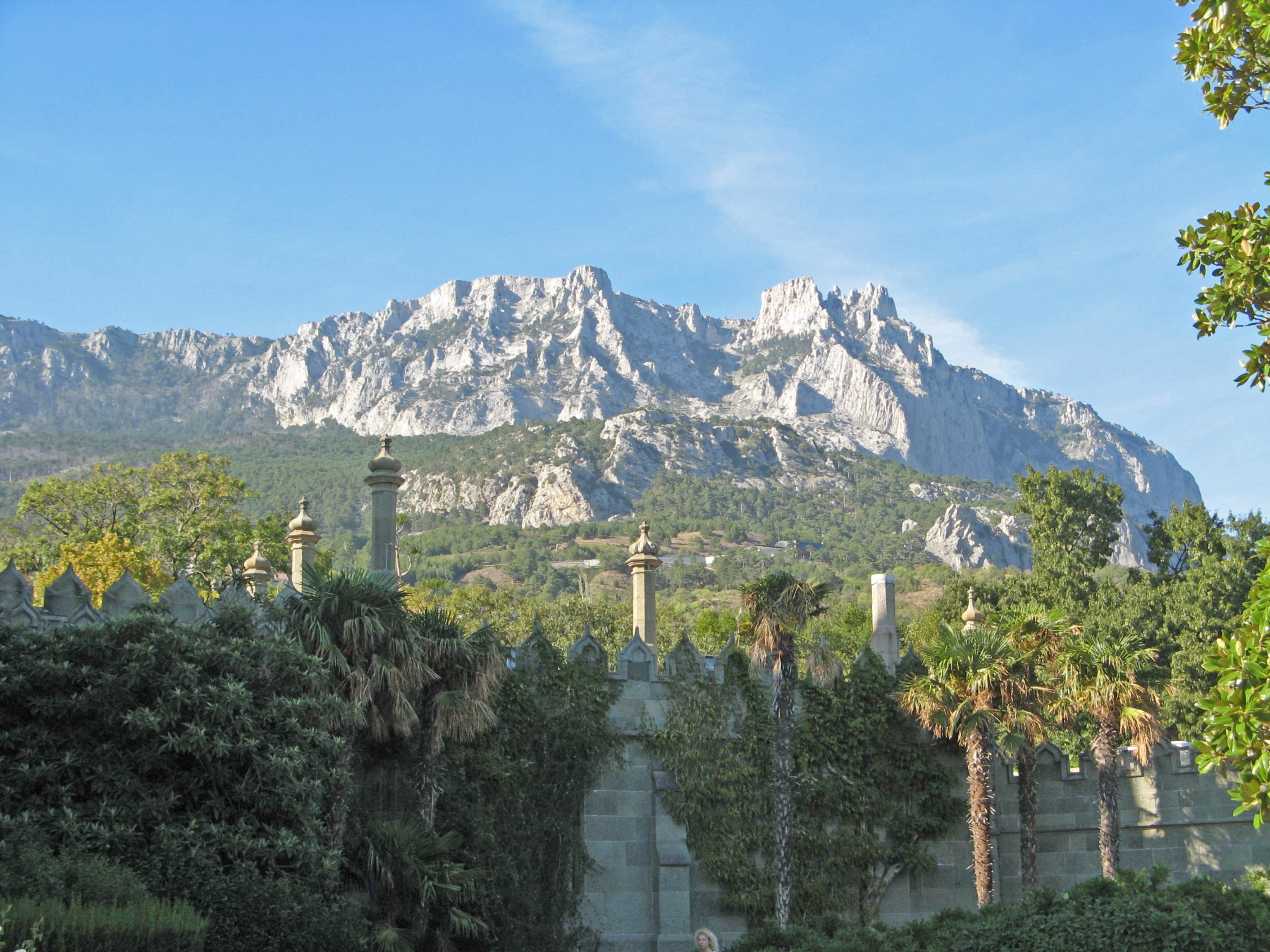
Výhled na horu Aj-Petri
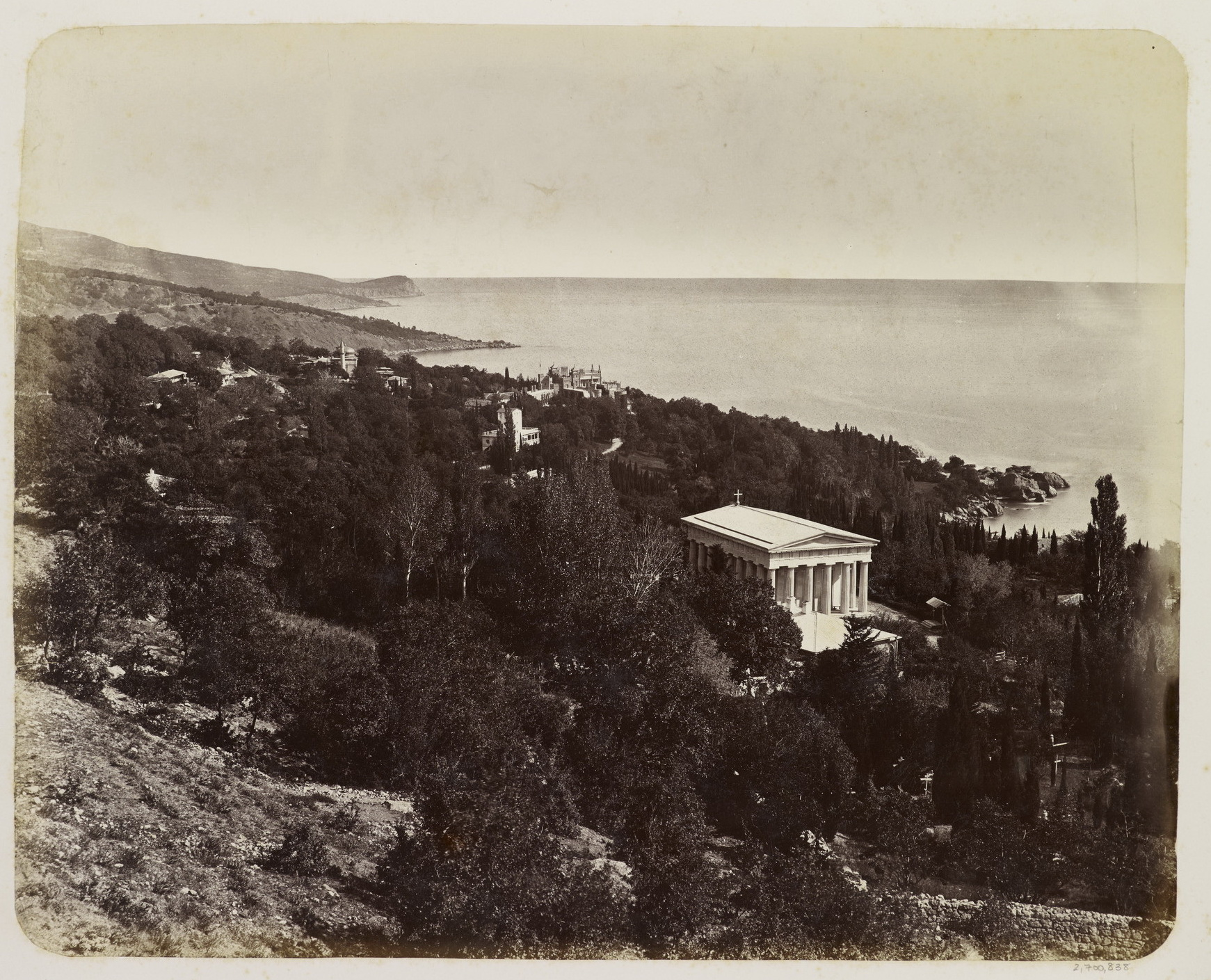
Foto chrámu (1869)